# None But the Brave (film 1915)
None But the Brave è un cortometraggio muto del 1915 diretto da W.P. Kellino.

## Trama
Un perdigiorno si arruola e riesce a catturare delle spie.

## Produzione
Il film fu prodotto dalla Cricks.

## Distribuzione
Distribuito dalla Davison Film Sales Agency (DFSA), il film - un cortometraggio in due bobine - uscì nelle sale cinematografiche britanniche nel luglio 1915.